# Institut Tecnològic Estatal de Sant Petersburg
L'Institut Tecnològic Estatal de Sant Petersburg, SPBGTI (rus: Санкт-Петербургский государственный технологический институт, СПбГТИ rus Санкт-Петербургский государственный технологический институт, СПбГТИ) és una de les principals universitats de la Federació Russa. Aquesta universitat tècnica, situada en el prospekt de Moscou de Sant Petersburg, té gairebé dos segles d'existència i es dedica a la formació de personal qualificat a les àrees de química, enginyeria química, Nanotecnologia i biotecnologia, cibernètica i tècnica.

## Història

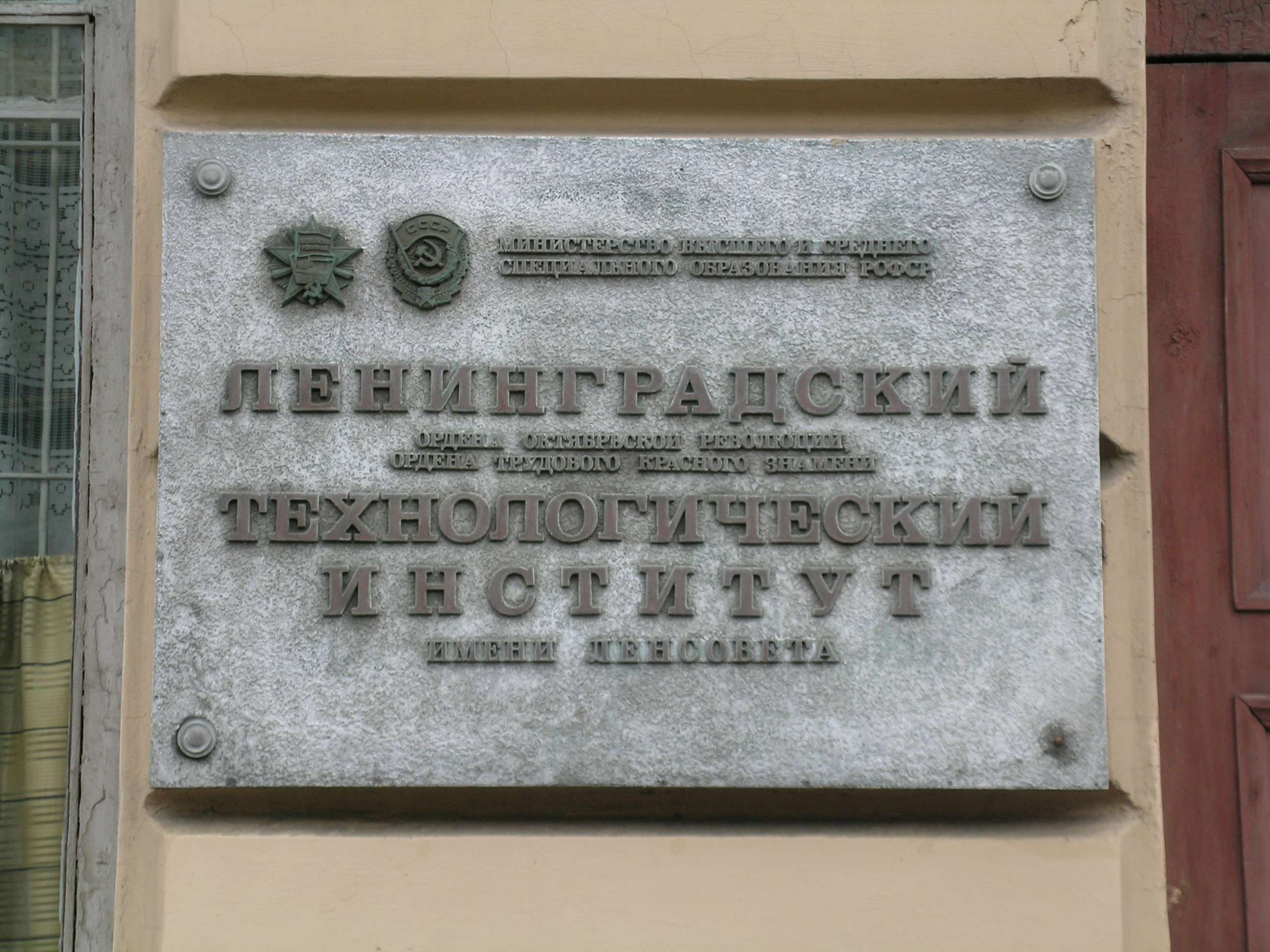
Placa en la façana de l'Institut.

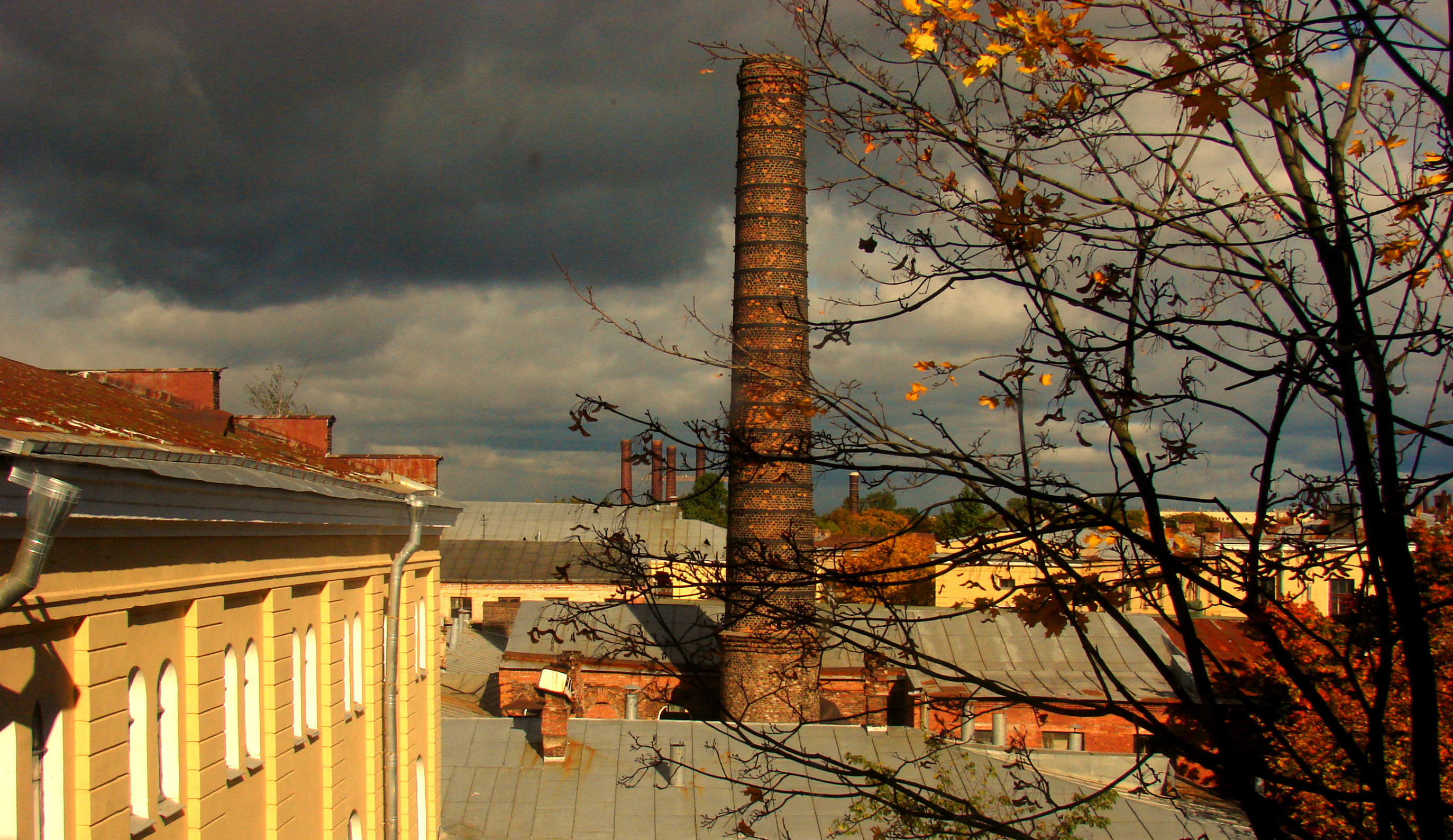
Pati de l'Institut.

L'Institut Pràctic Tecnològic va ser fundat el 28 de novembre (10 de desembre) de 1828 per ordre (prikaz) del tsar Nicolau I. El decret va ser aprovat per instàncies del ministre de finances Georg von Cancrin. Segons aquest decret, "el propòsit de l'Institut Pràctic Tecnològic és preparar a persones amb coneixements teòrics i pràctics suficients per a la gestió de les fàbriques o qualsevol part de les mateixes".
L'institut era una institució de propietat estatal, de 132 alumnes, en la qual no s'admetien alumnes de pagament, i els alumnes entraven exempts de taxes després de superar un examen, per formar-los com especialistes en la gestió de fàbriques o en àrees complementàries. Això la convertia en una de les institucions d'educació superior més democratitzadores de l'època. L'educació va ser dividida en dos departaments: mecànic i químic. El 1896 va ser reanomenat Institut Tecnològic "Nicolau I".
El 1930 es va reorganitzar l'escola superior i l'Institut va reunir altres facultats químiques i càtedres d'altres institucions i va ser rebatejat Institut Tecnològic de Leningrad i condecorat amb l'Orde de la Bandera Roja. En els primers dies de la Gran Guerra Pàtria es va traslladar part de l'Institut a Kazan, i al març de 1942 la resta. Les classes es reprendrien el 1944.
El 29 de maig de 2013 l'edifici principal de l'Institut va sofrir un greu incendi.

### Premis
- Orde de la Revolució d'Octubre
- Orde de la Bandera Roja del Treball

## Facultats i departaments
- 1a facultat: Química de substàncies i materials
- 2a facultat: Química i biotecnologia
- 3a facultat: Mecànica
- 4a facultat: Tecnologia i administració de la informació
- 5a facultat: Enginyeria i Tecnologia
- 6a facultat: Economia i management
- Centre d'educació addicional
- Departament per correu
- Departament per correu de la facultat d'economia i management SPBGTI (TU)
- Departament d'Humanitats
- Departament de Física i Matemàtica
- Departament de Química
- Departament de totes les Enginyeries

## Professors notables
- Friedrich Konrad Beilstein
- Aksel Gadolin
- Jarlampi Golovín
- Henrij Voinitski
- Nikolai Katxàlov
- Dmitri Konovàlov
- Víktor Kirpichov
- Pável Mélnikov
- Aleksandr Krupski
- Dmitri Mendeléiev
- Hermann Paucker
- Aleksandr Poraj-Koszyc
- Borís Rosing
- Stephen Timoshenko
- Ilià Chaikovski
- Aleksei Shuliachenko
- Mijaïl Schultz

## Alumnes notables
- Semion Àltov
- Mahmmadhasan Hadzhinski
- Borís Galiorkin
- Karol Juliusz Drac
- Vladímir Zvorikin
- Abram Ioffe (en:Abram Ioffe)
- Gleb Krzhizhanovski
- Frantz Lender
- Bronislav Dt.łachowski
- Iuri Maksariov
- Anatoli Malski
- Oleg Morózov
- Iuri Morózov
- Boris Muzrúkov
- Guri Petrovski
- Serguei Mikhàilovitx Prokudin-Gorski
- Serguei Rózanov
- Piotr Romankov
- Mykola Skrypnyk
- Aleksei Nikolàievitx Tolstoi
- Gústav Trínkler
- Mijaïl Troitski
- Dmitri Chernov
- Witold Jarkowski
- Ivan Ossipovitx Iarkovski
- Stanisław Zaremba